# Notophycis fitchi
Notophycis fitchi is een straalvinnige vissensoort uit de familie van diepzeekabeljauwen (Moridae). De wetenschappelijke naam van de soort is voor het eerst geldig gepubliceerd in 2001 door Sazonov.